# Janet Achola

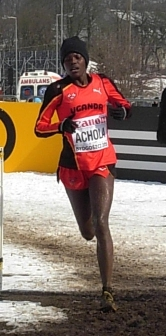
Janet Achola thi đấu tại Giải vô địch quốc gia xuyên quốc gia 2013

Janet Achola (sinh ngày 26 tháng 6 năm 1988 tại Lira) là một vận động viên chạy cự ly trung bình ở Uganda. Tại Thế vận hội Mùa hè 2012, cô đã thi đấu ở nội dung 1500 mét nữ. Cô cũng đã tham dự Giải vô địch quốc gia xuyên quốc gia năm 2011 và 2013.